# Örebro hospital

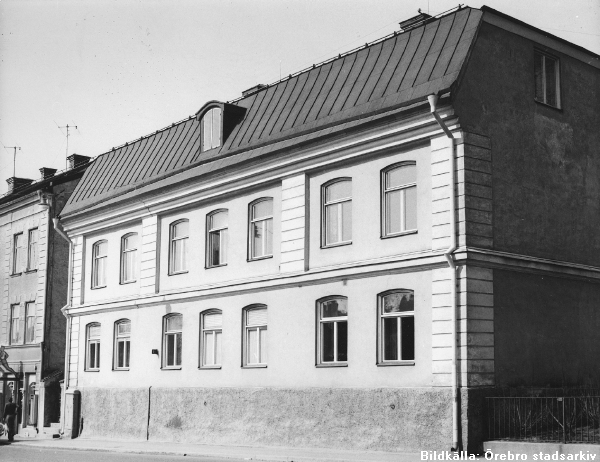
Örebro hospital, Storgatan 31. Bildkälla: Örebro stadsarkiv / okänd fotograf

Örebro hospital och tidigare lasarett har adress Storgatan 31. Den nuvarande byggnaden uppfördes 1786. 

## Historia

### Hospitalet
I området kring nuvarande Klosterbacken har sjukvård bedrivits sedan medeltiden. Vid medeltidens slut låg vid nuvarande polishuset Örebro kloster, ett karmeliterkloster, där ett dussintal läkekunniga munkar vårdade fattiga och sjuka. Vid reformationen 1527 indrogs klostrets egendom till Kronan.
Gustav Vasa skänkte dock fastigheter så att hospitalsverksamheten kunde fortgå. Vid 1600-talets slut fanns en hospitalsgård i form av en samling hus i stadens norra utkant. Uppgiften för hospitalet var, förutom att vårda äldre, även att vårda sinnessjuka. På området uppfördes också en kyrka, S:t Andreae kyrka, byggd 1661, riven 1779, för den andliga vården. År 1738 uppfördes det första stenhuset, som innehöll ett stort och två mindre rum, samt vind.

### Lasarett och hospital
Serafimerlasarettet i Stockholm invigdes år 1752. Man insåg snabbt behovet av liknande inrättningar ute i landet. Efter ett beslut av rikets ständer 1765 medgavs därför att lasarett fick inrättas även på andra håll i landet. Serafimerordensgillet kom att bli huvudman för dessa. I Örebro anlitade man slottsmurmästaren Jeremias Widström för att upprätta ritningar för ett hospital och lasarett. Redan år 1778 startade lasarettsverksamheten i Örebro i liten skala. Stadsfältskären, Johan Blom, fungerade som lasarettsläkare. Lasarettet hade 3 sängar i den äldre stenbyggnaden från 1738. År 1781 gavs formellt tillstånd att bedriva lasarettet, och året därpå, 1782, invigdes det nya stenhuset vid Storgatan. Från detta år disponerade lasarettsdelen två rum med sammanlagt fyra sängar. Där vårdades i första hand veneriskt sjuka. Huset inrymde både lasarett och hospital fram till år 1829, då hospitalet (sinnessjukvården) flyttade till Vadstena hospital. Även fortsättningsvis synes dock sinnessjuka i viss mån ha vårdats i Örebro, p.g.a. platsbrist i Vadstena. 

### Lasarett och kurhus
När hospitalverksamheten flyttade till Vadstena fick lasarettsdelen fler platser. 1832 fanns 50-talet bäddar. En tidningsnotis den 2 maj 1850 meddelade att dr. Langell börjat använda kloroform vid operationer. År 1865 indelades verksamheten i en lasarettsdel och en kurhusdel för de veneriskt sjuka. Då stod ett nytt hus färdigbyggt, idag beläget bakom den gamla byggnaden. I och med detta tillkom 40 platser. Lasarettet fick disponera den nya byggnaden och kurhuset den gamla.
Verksamheten på Storgatan fortsatte till 1892, då Örebro länslasarett stod klart på Alnängarna. Den 16 augusti 1892 överfördes 76 patienter och 4 sköterskor till det nya sjukhuset. Patienterna transporterades med ett specialchartrat tåg på Skebäcksbanan. Från tåget bars patienterna in på det nya sjukhuset.

### Arbets- och försörjningsanstalt
År 1894 införlivades huset med Örebro stads arbets- och försörjningsanstalt, efter landstingets övertagande kallat Norra sjukhemmet. Åtminstone på senare hälften av 1900-talet användes inte byggnaden för patientvård. Från 1990-talet fram till år 2004 disponerade Landstingsmuseet Örebro hospital, men idag innehåller huset fyra lägenheter. Huset ägs av Länsgården, Örebro läns landstings fastighetsbolag.

## Lasarettsläkarei Örebro 1778–1904
- Johan Blom 1778–1784
- Eric Göran Wallerius 1784–1794
- Lars Anders Widström 1794–1811
- Carl Wilhelm Wiener 1811–1813
- August Lindbergsson 1813–1817
- Carl Gustaf Lithell 1817–1820
- Carl Peter Rönberg 1820–1827
- Johan Georg Hallberg 1827–1839
- Berndt Vilhelm Ingman 1839–1849
- Wilhelm Acharius, t.f. 1848–1849
- Alexander Albert Langell 1850–1858
- Constantin Maximilian Fallenius 1858–1887
- Sven Almström 1888–1904 (flyttade med till Örebro centrallasarett)